# Heterodiniaceae
Famille
Les Heterodiniaceae  sont une famille d'algues dinoflagellés de l’ordre des Peridiniales.

## Étymologie
Le nom vient du genre type Heterodinium, construit à partir du préfixe hetero-, « variable ; différent » , et du suffixe -din (rappel aux dinoflagellés), littéralement « dinoflagellé différente », en référence au fait que ce genre a des caractères morphologiques inhabituels

## Liste des genres et espèces
Selon AlgaeBase (12 janvier 2022) et  NCBI (12 janvier 2022) :
- Heterodinium, Kofoid, , 1906
  - environ 50 espèces (selon algaebase)

Selon ITIS (12 janvier 2022) :
- Epiperidinium
- Heterodinium Kofoid, 1906